# Slobidka, Korostîșiv
Slobidka (în ucraineană Слобідка) este localitatea de reședință a comunei Slobidka din raionul Korostîșiv, regiunea Jîtomîr, Ucraina.

## Demografie
Componența lingvistică a localității Slobidka
     Ucraineană (99,53%)
     Alte limbi (0,48%)
Conform recensământului din 2001, majoritatea populației localității Slobidka era vorbitoare de ucraineană (99,53%), existând în minoritate și vorbitori de alte limbi.

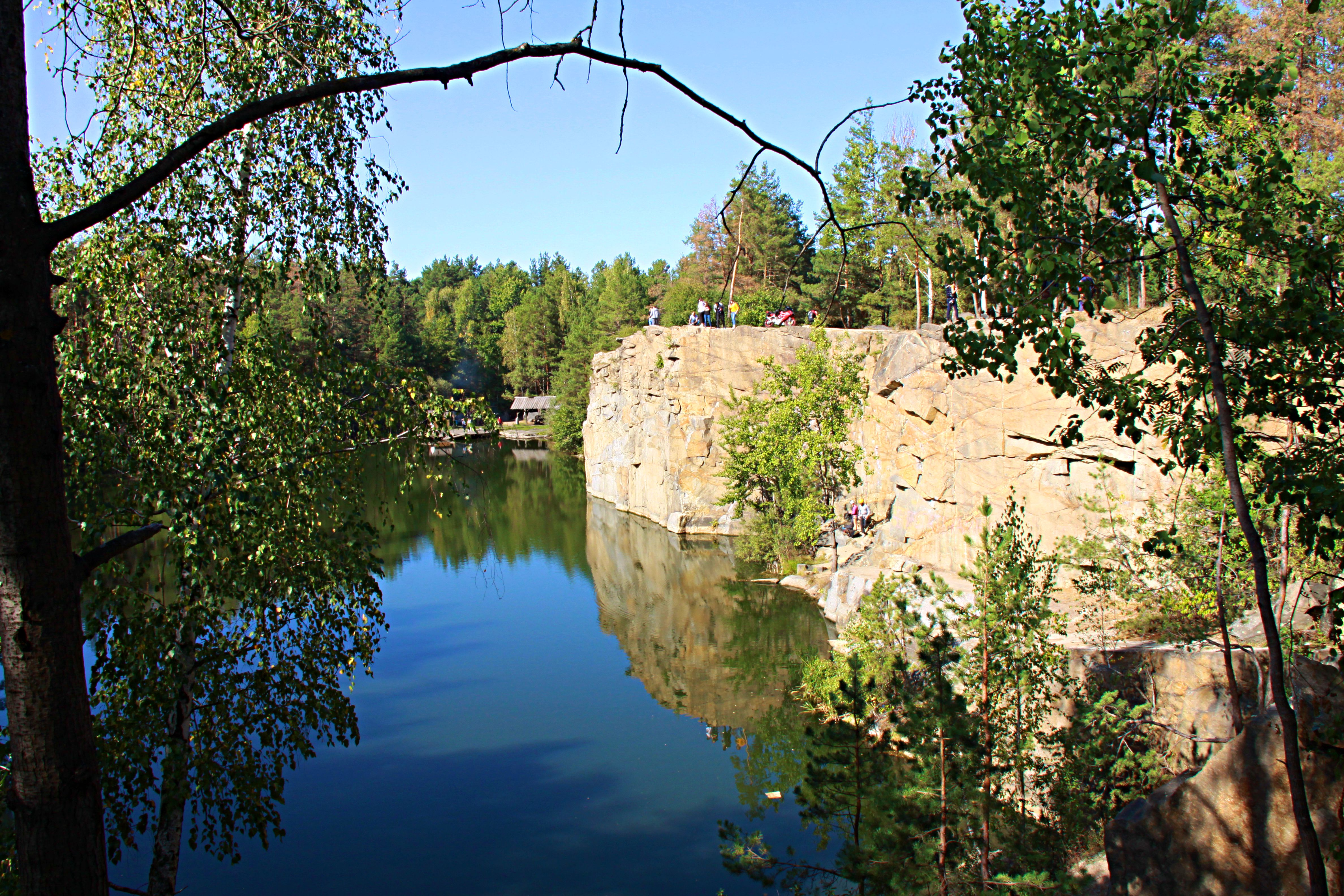
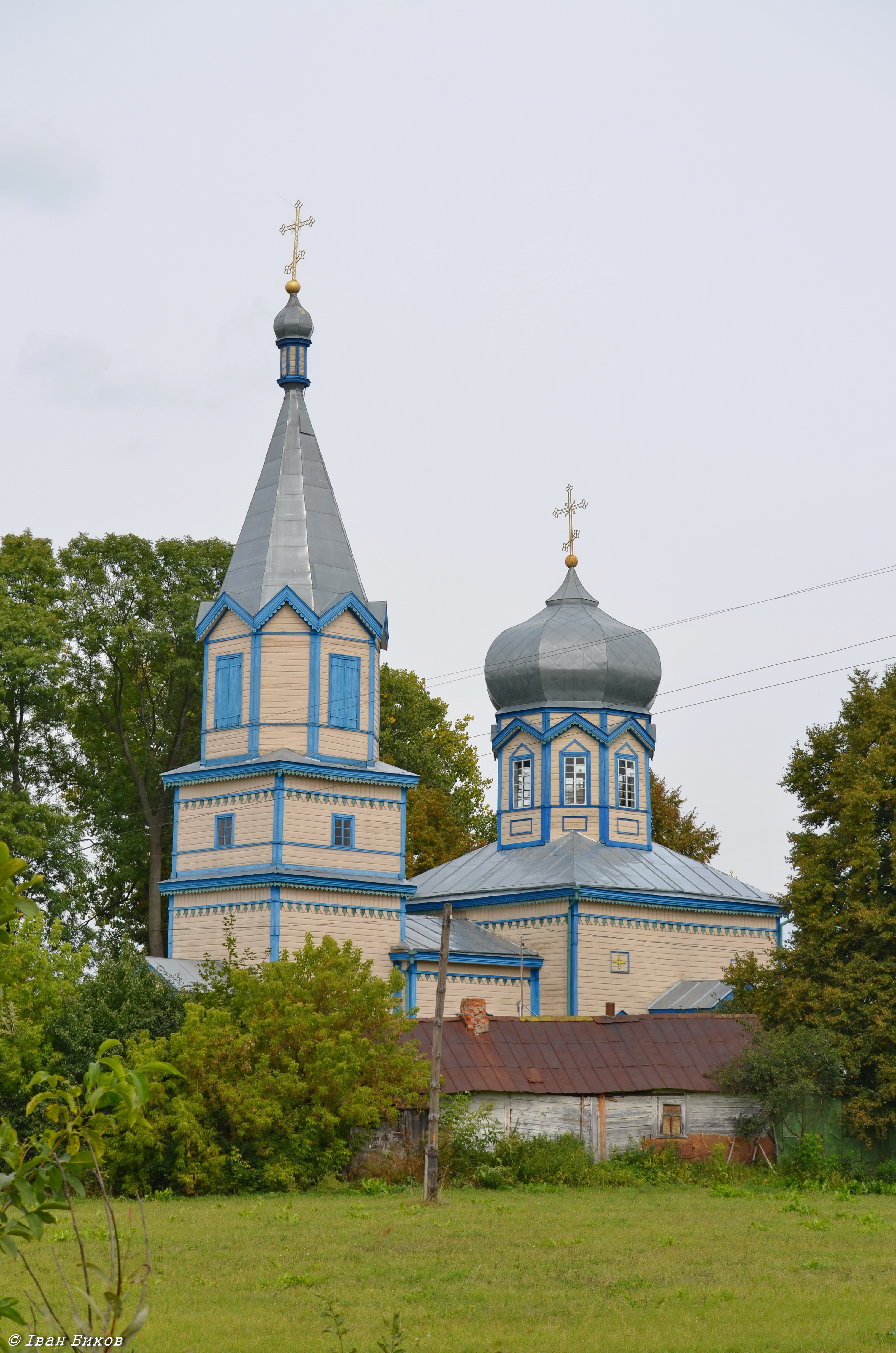